# BerengerのPML吸収境界条件
BerengerのPML(Perfectly matched layer)吸収境界条件は波動方程式における人工的な吸収層であり、開境界をシミュレーションするとき計算領域を削減する数値計算手法として、特にFDTD法と有限要素法で使われている。
PMLと通常の吸収体を区別する特徴はPMLへ入射する波を境界面で反射しない設計である。この特徴によりPMLが外向きの強い波を吸収するため計算領域内で外側の境界面からの反射波が無い計算ができる。
PMLは当初は1994年にBerengerによりマックスウェル方程式で使用するために定式化された。その後、マクスウェル方程式だけでなく他の波動方程式、例えば弾性力学、線形化したオイラー方程式、ヘルムホルツ方程式、多孔質弾性力学に関連した定式化が行われている。
Berengerによる定式化はsplit-field PMLと呼ばれており、それはPML領域で電磁場が２つの非物理的な場に分けられるためである。
後の定式化がより一般的となったがそれは単純かつ効率がよいためでその定式化はuniaxial PMLまたはUPMLと呼ばれている。これはPMLが人工異方性吸収材とみなされる。
Berengerの定式化とUPMLは一様な媒質からの入射平面波がPML境界で反射しない条件を手動で構成することにより最初は導出された。どちらの形式もより洗練された一般的な手法のstretched-coordinate PMLと同等であることが後に示された。
特に、PMLは1つ（またはそれ以上）の座標が複素数に写される座標変換と対応することが示された。より専門的に言えば、これは実際には波動方程式の複素座標への解析接続であり、伝播する（振動する）波を指数関数的に減衰する波に置き換える。
この見方はPMLが導波管などの不均一媒質、他の座標系の波動方程式でも導出可能であることを示している。

## 詳細な説明
つまり、x方向へ伝搬する波を吸収するために設計されたPMLは、波動方程式に次の変換をする。
波動方程式に現れるすべてのx方向の微分{\displaystyle \partial /\partial x}は次のように置き換える。
{\displaystyle {\frac {\partial }{\partial x}}\to {\frac {1}{1+{\frac {i\sigma (x)}{\omega }}}}{\frac {\partial }{\partial x}}}
ここで {\displaystyle \omega }は角振動数、{\displaystyle \sigma }はxの関数である。どこであれ{\displaystyle \sigma }が正であるならば伝搬波は減衰する。
{\displaystyle e^{i(kx-\omega t)}\to e^{i(kx-\omega t)-{\frac {k}{\omega }}\int ^{x}\sigma (x')dx'},}
ここで +x方向({\displaystyle k>0})の平面波とし、次の座標変換(解析接続)を行う。
{\displaystyle x\to x+{\frac {i}{\omega }}\int ^{x}\sigma (x')dx'}、またはそれと等価な変換{\displaystyle dx\to dx(1+i\sigma /\omega )}を行う。 
座標変換で波の減衰は{\displaystyle e^{ikx}}となりxと伝搬係数kに依存する。これはある角度を持つ平面波と横波の場合についても含まれている。
上の座標変換は、変換された波動方程式となり、UPMLの定式化ではこの変換は物質の物理量と組み合わせられる。 (たとえばマクスウェル方程式の誘電率と透磁率)。

PMLは本来の定式化では、伝搬波の減衰だけで、純粋なバネセント波（指数関数的に減衰する場）はPMLでは振動しほとんど減衰しない。
しかし、エバネセント波はPMLの実数空間の座標を伸ばすことで早く減衰させることができる。

## PMLの限界
PMLは電磁気学における数値計算の吸収境界条件として広く用いられている。
ほとんどの場合に上手くいくが、いくつかの重要な場合には破綻し、回避ができない反射波や指数関数的な波の成長に悩まされる。